# Clovis Ève
Clovis I Ève est un relieur français de la Renaissance, actif entre février 1583 et mai 1633. Il est le fils des relieurs Nicolas Ève et Noëlle Heuqueville. En 1583, il devient le cinquième titulaire de l'office de « relieur du roi » à la suite de son père. 
Son activité couvre une longue période de près de quarante ans. Il se spécialise dans la réalisation de reliures à semis et de reliures décorées de petits fers dites « à la fanfare ». Comme son père, il travaille pour Henri III, mais également pour Henri IV et Louis XIII. Clovis Ève est à l'origine des reliures à emblèmes macabres (squelettes, cercueils, têtes de mort) commandées par Henri III.